# Hypochrysops epopus
Hypochrysops epopus är en fjärilsart som beskrevs av Pieter Cramer 1782. Hypochrysops epopus ingår i släktet Hypochrysops och familjen juvelvingar. Inga underarter finns listade i Catalogue of Life.